# Concorde (Métro Paris)
Concorde [kɔ̃kɔʁd] ist ein unterirdischer Umsteigebahnhof der Pariser Métro. Er wird von den Linien 1, 8 und 12 bedient.

## Lage

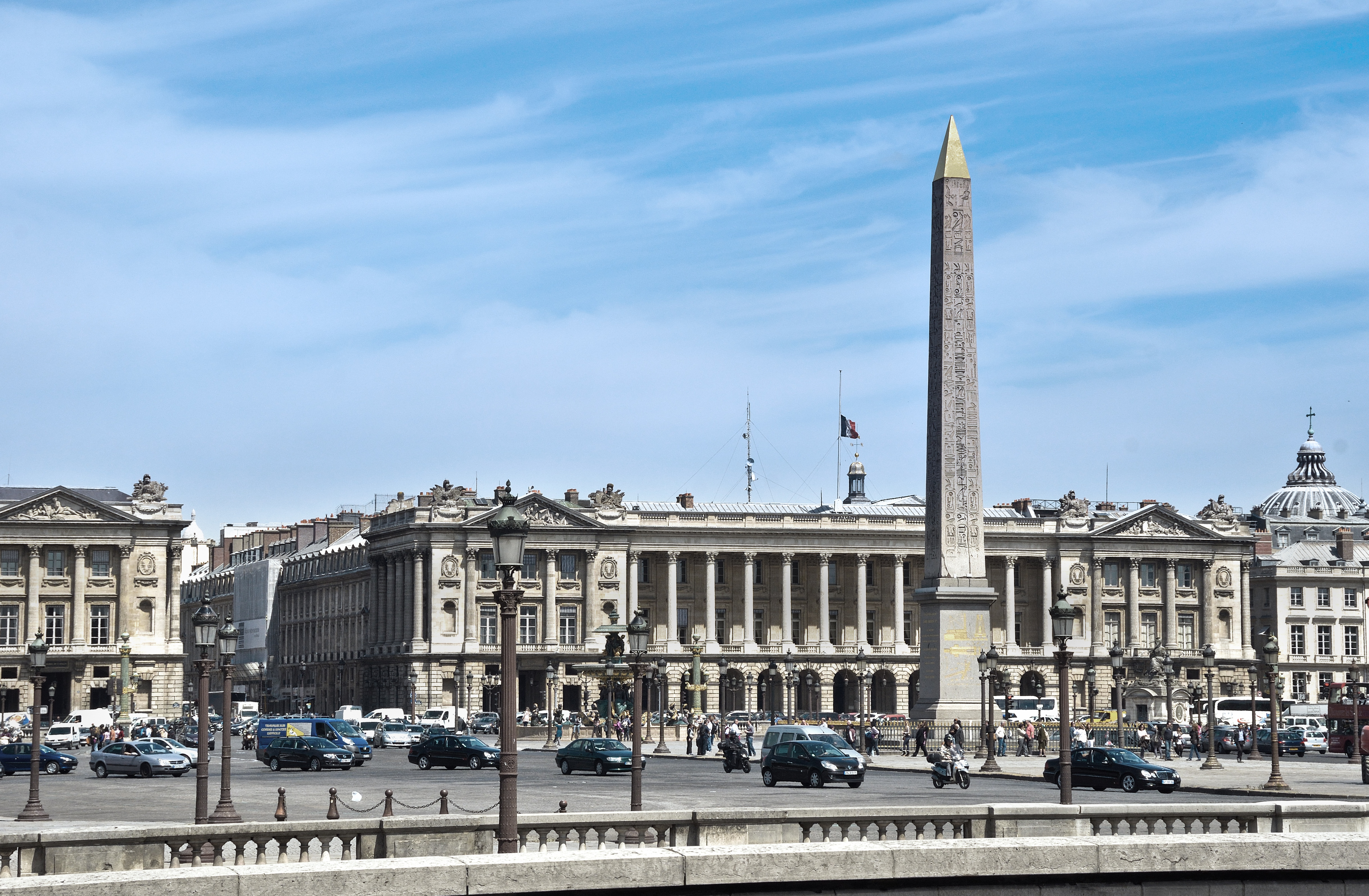
Place de la Concorde

Der Bahnhof befindet sich an der Grenze des 1. und des 8. Arrondissements der französischen Hauptstadt Paris, unterhalb der Place de la Concorde. Die Place de la Concorde liegt auf der rechten Seite der Seine, unmittelbar an deren Ufer. Sie wird von zwei Parkanlagen eingerahmt. Nach Südosten hin liegt der Jardin des Tuileries, auf der Nordwestseite der Jardin des Champs-Élysées. Mit der Avenue des Champs-Élysées, der Rue de Rivoli und der zur Madeleine führenden Rue Royale haben drei berühmte Pariser Straßen an der Place de la Concorde ihren Ausgangspunkt. In südwestlicher Richtung führt die anschließende Brücke Pont de la Concorde über den Quai des Tuileries und weiter über die Seine zum südlichen Ufer Rive Gauche. Auf dem Mittelpunkt des Platzes, südlich der Trasse der Linie 1 und zwischen den Stationen der beiden anderen Linien, steht der 23 Meter hohe ägyptische Monolith Obelisk von Luxor.

## Name
Namengebend ist die Place de la Concorde. Dieser 1772 angelegte Platz hieß zunächst Place Louis XV, ab 1792 dann vier Jahre lang Place de la Révolution. 1796 erhielt er seinen heutigen Namen.

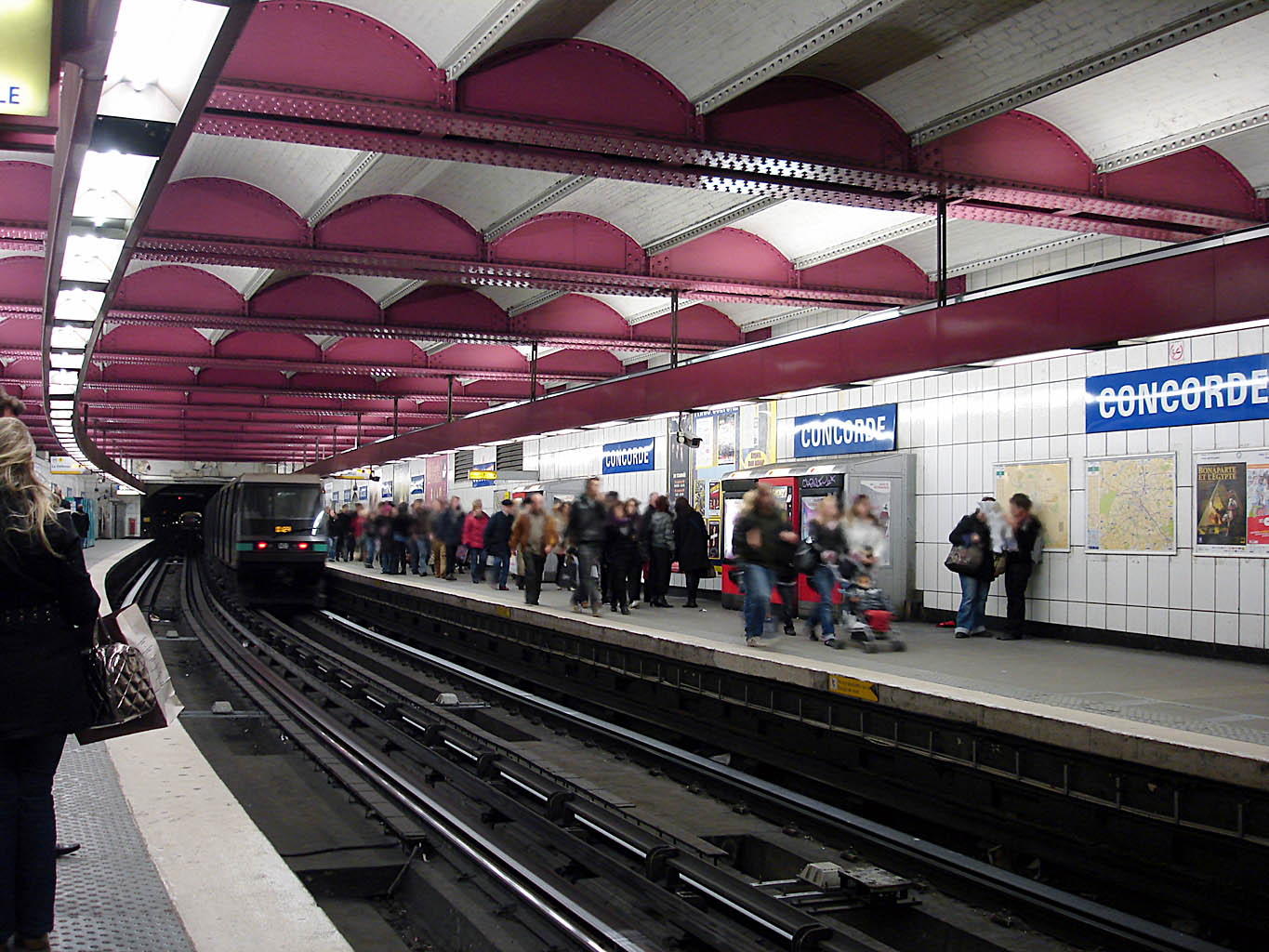
Station der Linie 1 mit einem ausfahrenden Zug der Bauart MP 89 CC, 2008

## Geschichte

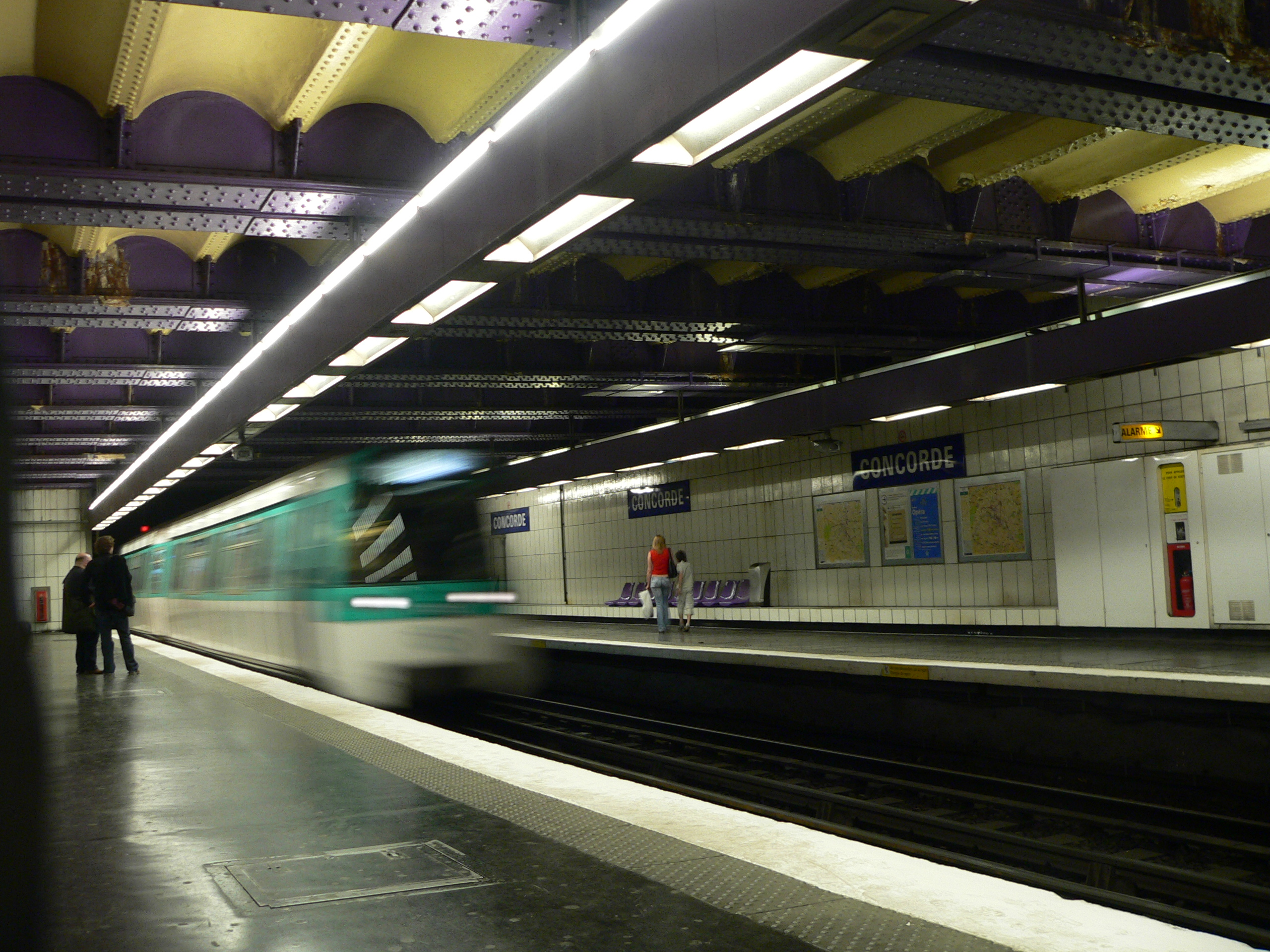
Station der Linie 8, 2007

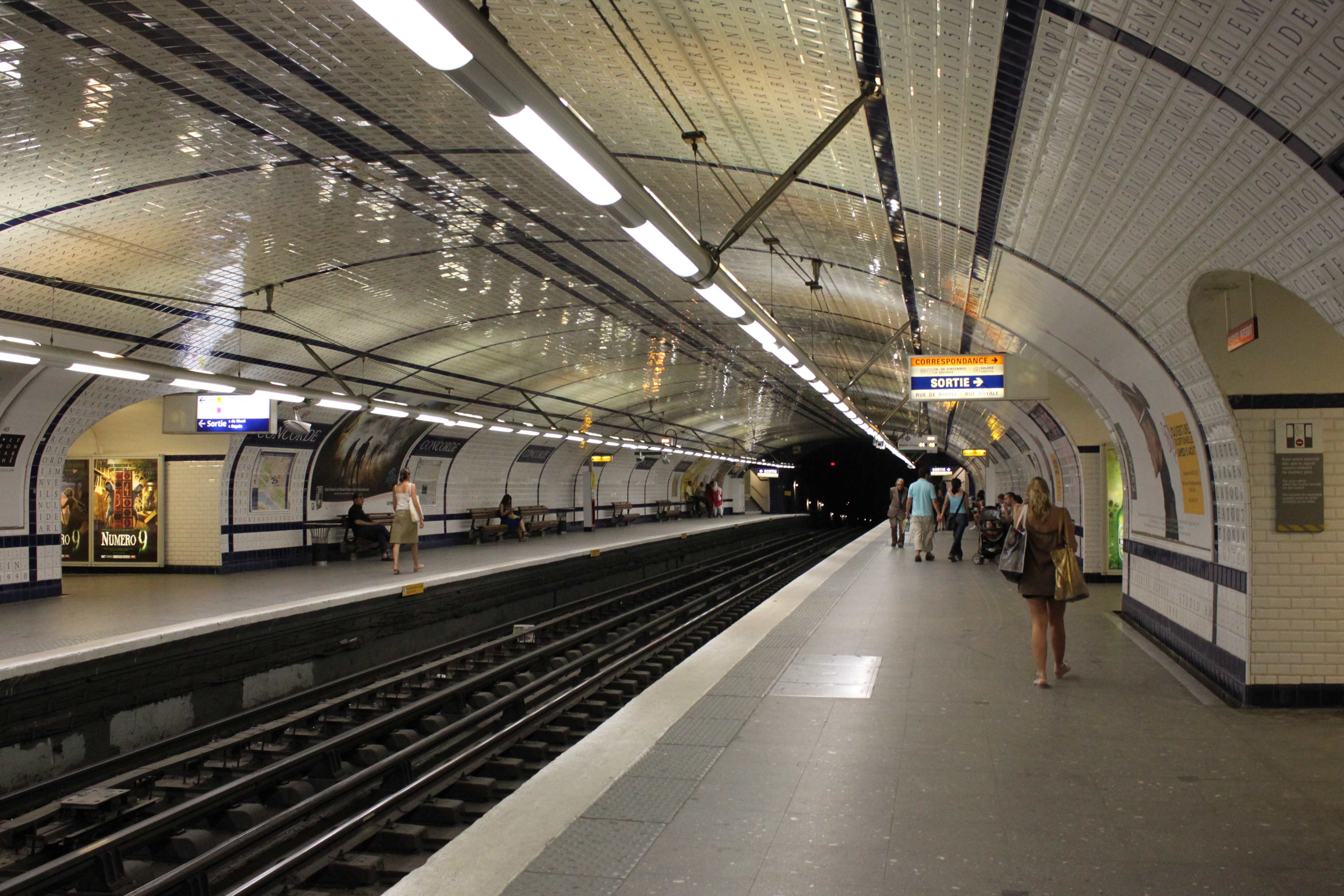
Station der Linie 12, 2009

Die Station zählt zu den ältesten des Pariser Netzes. Am 19. Juli 1900 wurde mit der Linie 1 der Bahngesellschaft CMP die Pariser U-Bahn eröffnet, allerdings konnten erst acht der vorgesehenen Stationen in Betrieb benommen werden. Der an der Linie befindliche U-Bahnhof Concorde folgte am 13. August 1900.
Die Linie A der konkurrierenden Gesellschaft Nord-Sud (heutige Linie 12) ging in diesem Bereich am 5. November 1910 in Betrieb, die Linie 8 (CMP) am 12. März 1914.
Bereits kurz nach der Eröffnung kam es am 19. Oktober 1900 zu einem Unfall. Ein kleiner Brand löste einen Kurzschluss aus, was zur Folge hatte, dass der nachfolgende Zug auf einen im Bahnhof stehenden Zug auffuhr. Es wurden 38 Personen verletzt, 4 davon schwer.

## Beschreibung

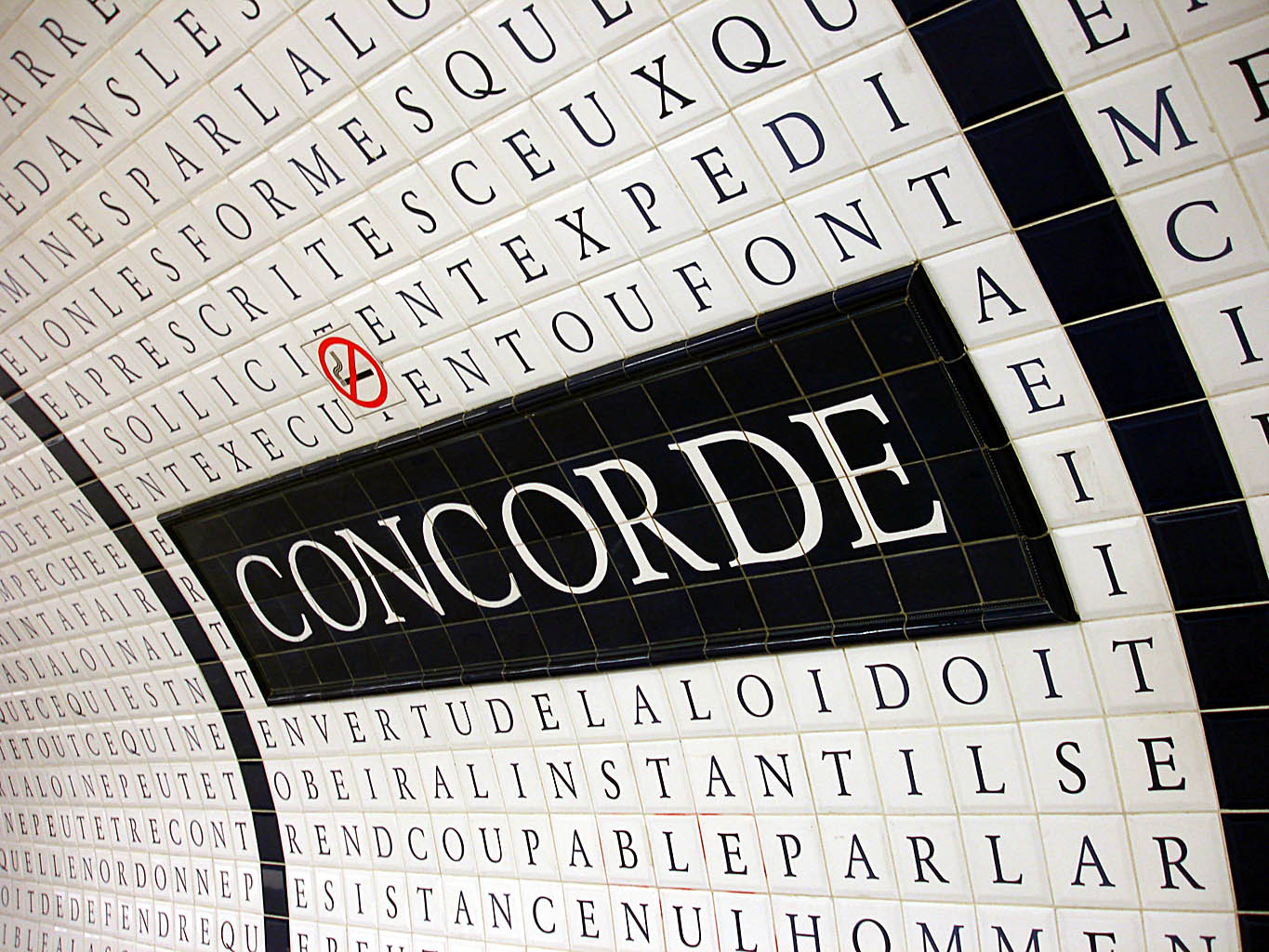
Erklärung der Menschenrechte am Bahnsteig der Linie 12

Alle Stationen weisen zwei Seitenbahnsteige an zwei Streckengleisen auf. Die der Linien 1 und 8 wurden in offener Bauweise mit rechteckigem Querschnitt errichtet. Deren Decken bestehen aus kleinen, aus Ziegelsteinen gemauerten Gewölben. Diese ruhen auf in Gleisrichtung verlaufenden Längsträgern, die ihrerseits auf quer zur Fahrtrichtung liegenden eisernen Stützbalken aufliegen. Die Bahnsteige waren ursprünglich 75 Meter lang und 4,10 Meter breit, die der Linie 1 wurden in den frühen 1960er Jahren auf 90 Meter verlängert. Seit dem 3. November 2011 verkehren auf der Linie 1 automatische Züge, hierfür wurden deren Bahnsteige erhöht und mit Bahnsteigtüren versehen.
Die Station der Linie 12 wurde, wie bei der Nord-Sud üblich, aufwendiger als die der CMP gestaltet. Sie weist ein Deckengewölbe auf, das wegen des ursprünglichen Oberleitungsbetriebs zudem etwas höher als ähnliche Stationen der ehemaligen CMP ist. 1991 wurde sie mit einem in Paris einzigartigen Dekor versehen: Kleine weiße Keramikplättchen mit jeweils einem blauen Buchstaben ergeben aneinandergereiht den Text der Erklärung der Menschen- und Bürgerrechte (Déclaration des Droits de l'Homme et du Citoyen) vom 26. August 1789.
Der Bahnhof Concorde hat sechs Ausgänge, die sämtlich auf der Nordseite der Place de la Concorde im Bereich der einmündenden Straßen Rue Royale, Rue Saint-Florentin und Rue de Rivoli liegen.
Die Linien 1 und 8 sind südöstlich des Bahnhofs durch ein Betriebsgleis verbunden. Züge, die von der Station Champs-Élysées – Clemenceau kommend auf die Linie 8 wechseln, müssen deren Station auf dem falschen Gleis durchfahren. Nördlich der Station der Linie 8 und östlich der Station der Linie 1 liegt jeweils ein einfacher Gleiswechsel. Die Linie 1 überquert die Linie 12 nahezu rechtwinklig und unterfährt anschließend die parallel zu jener verlaufende Linie 8.

## Fahrzeuge
Zunächst verkehrten auf der Linie 1 Züge, die aus einem Triebwagen 2. Klasse mit nur einem Führerstand, einem Beiwagen 2. Klasse und einem Beiwagen 1. Klasse bestanden. Diese Fahrzeuge waren zweiachsig und jeweils knapp neun Meter lang. Bereits 1902 wurden Acht-Wagen-Züge gebildet, die aus sechs Beiwagen und je einem Triebwagen an den Zugenden bestanden. Bis 1905 wurden die Triebwagen durch vierachsige Fahrzeuge ersetzt, die auf Drehgestellen ruhten. Ab 1906 gab es auch Beiwagen auf Drehgestellen, die Sechs-Wagen-Züge bestanden fortan aus drei Trieb- und drei Beiwagen. 1908 hielten grün lackierte Fünf-Wagen-Züge der Bauart Sprague-Thomson auf der Linie 1 Einzug, die sich dort bis in die 1960er Jahre hielten. Ab Mai 1963 wurden die auf Schienen verkehrenden Sprague-Thomson-Züge sukzessive durch gummibereifte Fahrzeuge der Baureihe MP 59 abgelöst, bis Dezember 1964 herrschte Mischverkehr der zwei Betriebsarten. 1997 folgte die Baureihe MP 89 CC, die mit der Aufnahme des automatischen Betriebs der Baureihe MP 05 wich.
Auf der Linie 8 lösten ab 1975 Fahrzeuge der Baureihe MF 67 die Sprague-Thomson-Züge ab. Denen wiederum folgte ab 1980 die Baureihe MF 77, die seitdem auf dieser Linie verkehrt.
Die heutige Linie 12 wurde von der Nord-Sud mit modifizierten Sprague-Thomson-Zügen in Betrieb genommen. Deren führende Triebwagen bezogen den Strom aus einer Oberleitung, sie waren daher mit kleinen Pantographen versehen. Diese Betriebsart hielt sich bis in die 1930er Jahre. In den 1970er Jahren wurden sie zunächst durch Sprague-Thomson-Züge der CMP-Bauart ersetzt. 1977 kamen die ersten MF 67 auf die Linie, sie sind aktuell das ausschließlich dort eingesetzte Rollmaterial.

## Sehenswürdigkeiten
- Oberhalb der Station befindet sich die Place de la Concorde mit dem Obelisk von Luxor, dem Hôtel de Crillon und der amerikanischen Botschaft
- In westlicher Richtung beginnt die Avenue des Champs-Élysées
- Nach Osten verläuft oberhalb des Platzes die Rue de Rivoli
- Am östlichen Ende liegt der Jardin des Tuileries mit der Galerie nationale du Jeu de Paume und dem Musée de l’Orangerie
- Nach Süden öffnet sich der Platz zur Seine, wo sich die Brücke Pont de la Concorde und die Assemblée nationale befinden